# Alexis Vega (futbolista)
Alexis Vega (n. Trenque Lauquen, Buenos Aires, Argentina, 1 de mayo de 1993) es un futbolista argentino. Juega como volante en All Boys de la Primera Nacional de Argentina.

## Trayectoria

### Inferiores
Inició su carrera en Ferro de Trenque Lauquen para luego mudarse a Avellaneda, donde comenzó las inferiores en Racing y posteriormente se cruzó de vereda para jugar en Independiente. En el 2012 se trasladó a Victoria para seguir con su carrera en Tigre, donde llegó a jugar varios partidos en la reserva desde 2012 a 2014. [cita requerida]
Durante los años 2014 estuvo en Club Atlético Defensores de Belgrano donde integró el plantel que devolvió al "Dragón" a Primera B Metropolitana luego del descenso. Al año siguiente pasó a El Porvenir donde fue elegido el mejor jugador de la ronda inicial del campeonato.
En el año 2016 fichó para afrontar la Primera B Nacional con All Boys.
En enero de 2023, fue operado debido a un problema en la rodilla, lo que lo dejará fuera de actividad por 2 meses.
Posteriormente, luego de estar inactivo por su recuperación de operación en rodilla, el centrocampista Alexis Vega se sumó al plantel del Club Atlético San Martín (SJ). Ingreso que se concretó el 8 de junio de 2023.

## Clubes

### Estadísticas
Actualizado al 23 de mayo de 2022
| Defensores de Belgrano Argentina        | 4.ª                 | 2014                | 0   | 0 | - | - | - | - | 0   | 0 |
| Defensores de Belgrano Argentina        | Total               | Total               | 0   | 0 | - | - | - | - | 0   | 0 |
| El Porvenir Argentina                   | 5.ª                 | 2015                | 32  | 0 | - | - | - | - | 32  | 0 |
| El Porvenir Argentina                   | Total               | Total               | 32  | 0 | - | - | - | - | 32  | 0 |
| All Boys Argentina                      | 2.ª                 | 2016                | 7   | 0 | - | - | - | - | 7   | 0 |
| All Boys Argentina                      | 2.ª                 | 2016-17             | 35  | 0 | 1 | 0 | - | - | 36  | 0 |
| All Boys Argentina                      | 2.ª                 | 2017-18             | 9   | 0 | - | - | - | - | -   |   |
| All Boys Argentina                      | Total               | Total               | 42  | 0 | 1 | 0 | - | - | 43  | 0 |
| San Marcos de Arica · Chile             | 2ª                  | 2018                | 28  | 3 |   |   |   |   | 28  | 3 |
| Brown de Adrogué Argentina              | 2ª                  | 2018-2019           | 13  | 0 |   |   |   |   | 13  | 0 |
| Temperley Argentina                     | 2ª                  | 2019-2020           | 12  | 1 |   |   |   |   | 12  | 1 |
| Chacarita Juniors Argentina             | 2ª                  | 2020-2021           | 34  | 2 |   |   |   |   | 18  | 2 |
| Deportivo Riestra Argentina             | 2ª                  | 2022                | 11  | 0 |   |   |   |   | 11  | 0 |
| Total en su carrera                     | Total en su carrera | Total en su carrera | 255 | 6 | - | - | - | - | 257 | 6 |
| (1) Incluye datos de la Copa Argentina. |                     |                     |     |   |   |   |   |   |     |   |

Fuente: Fichajes.com